# Пријатељи (мемоари)
„Пријатељи“ су мемоари српског писца Добрице Ћосића објављени 2005. У њима је у виду својеврсних портрета описао своје најближе пријатеље који су му током деценија културног и политичког рада били подршка, помоћ и стимулација. Друго издање мемоара које је издао Службени гласник штампани су под насловом „Пријатељи мога века“.
Књига је подељена по поглављима, у којима Ћосић описује пријатељства која су на неки начин утицала на његов живот. Кроз описе својих пријатељстава, он ствара слику о друштвеном, културном и политичком стању у Србији, као и о својим активностима почев од Народоноослободилачке борбе, преко борбе против титозма, до распада Југославије и својих напора везаних за српско национално питање.
"Пријатељи су ми у ослободилачком рату и окупацијској илегали спасли живот; пријатељи су ме у миру убедили да могу да се посветим књижевном раду; пријатељи су ми били подстицај и подршка да се у титоизму борим за истину, слободу и достојанство; пријатељи су ме чинили моћним за све неизвесности у које сам ступао. Ако, поред породице, у мом животу постоји нешто што без двоумљења сматрам срећом, то су моји пријатељи." - Добрица Ћосић

## Драгослав Јовановић Шпанац
Драгослав Јовановић Шпанац је био један од првих и најистакнутијих предратних комуниста у западном Поморављу. Добрица Ћосић га је упознао крајем 1941. године, када му је, као младом партизану, Драгослав Јовановић био надређени. Ћосићеви први утисци о њему су били помешани, јер је Шпанац тврдио да се рат неће, како су тада комунисти пропагирали, брзо завршити.
Касније, током рата, а поготово после рата Јовановић и Ћосић су оформили чврсто пријатељство. Године 1949, у време резолуције Информбироа, Јовановић је ухапшен. Том приликом Ћосић је успео да издејствује пријем код генерала-армије Ивана Гошњака како би затражио пуштање Јовановића. Како су Гошњак и Јовановић били пријатељи и саборци из Шпанског рата и логора у Француској, Гошњак је издејствовао његово пуштање, као и у унапређивање у чин мајора и доделу стана Јовановићу.
Драгослав је престао да се бави политиком, али су он и Добрица остали пријатељи до његове смрти. Драгослав је по сопственој жељи сахрањен у Страгарима, поред мајке Борике.

## Госпођа Криста Ђорђевић
Кристу Ђорђевић Ћосић назива „једином југословенском партизанком која је била Госпођа“. Рођена је 1892. године у Загребу, а отац јој је био познати српски политичар и банкар Светислав Шумановић, стриц чувеног сликара Саве Шумановића. По завршетку Првог светског рата удала се за Србина из Хрватске Ђурицу Ђорђевића, професора Медицинског факултета, који се 1918. године доселио у Београд. Криста и Ђурица су активно учествовали у културном жиботу Београда између два светска рата, помажући многе уметнике, као што је вајар Сретен Стојановић, а Криста је са том праксом наставила и после Ђуричине смрти 1936. Активно је суделовала у изградњи уметничког павиљона „Цвијета Зузорић“ на Калемегдану.
1941. године да не би била ухапшена од стране специјалне полиције, Госпођа (како су је сви, па и Тито и Иво Лола Рибар, звали) се склонила у село Страгаре, у кућу Дуле и Светислава-Тиле Јовановића (кога су 1944. заклали четници). Ту је и упознала Добрицу Ћосића, који је у то време био партизан. После рата, Ћосић и његова супруга Божица су живели са Госпођом у Београду, али како је Ћосићева кћерка Ана (рођена 1954) расла, то је угрожавало Госпођин мир и комфор, па су 1957. морали са тугом да се растану. Од Госпођиних политичких пријатеља, после рата најоданији јој је остао Петар Стамболић, који је до њене смрти 1981. бринуо о њој. У Ћосићевом сећању она је остала „у рату илегалска и партизанска сарадница, у миру помајка, а свагда Госпођа“.

## Антоније Исаковић, животни друг
Антонија Исаковића је Ћосић упознао августa 1941. посредством народног хероја Миодрага Чајетинца, тада студента и секретара среског комитета СКОЈ-а, будућег командира Расинског партизанског одреда (погинуо јануара 1943). Антоније је уживао велики углед међу локалним скојевцима због буржоарског и богаташког порекла, јер је као син трстеничког адвоката и унук највећег рачанског богаташа одбацио лагодан живот, а чак је и истеран из гимназије због комунистичког деловања.
Иако је Ћосић аутоматски имао жељу да дружи са Лулетом (како су Исаковића сви звали), жеља му се није остварила, пут их је одвео у различите партизанске одреде и следећи пут ће се срести тек октобра 1944. године у тек ослобођеном Београду. 22. октобра у „Мањежу“ одржан је први омладински митинг на коме су говорили Антоније Исаковић, члан Полит одела тринаесте пролетерске дивизије и Добрица Ћосић, члан Секретаријата уједињеног савеза антифашистичке омладине Србије. Њих двојица су ноћ после митинга провели препричавајући један другоме ратне године од њиховог последњег сусрета. Како Ћосић каже „те ноћи утемељили су пријатељство до гроба“. Своје пријатељство ускоро ће претворити и у кумство: 14. септембра 1947. на венчању Добрице са супругом Божицом, поред вајара Сретена Стојановића, други Ћосићев „сведок“ био је Луле. На свадби Антонија Исаковића кумови су били Оскар Давичо и Добрица Ћосић, па се тиме њихово кумство удвостручило.
Ћосић и Исаковић су током свога шезедесетогодишњег пријатељства имали успона и падова. Ћосић Лулета назива писцем „непоколебљивог патриотизма и демократског, хуманистичког национализма“. 1966. Исаковић се заједно са Ћосићем на седници ЦК СК Србије супротставио оптужбама којима је политички ликвидиран Александар Ранковић. Приликом афере око Меморандума САНУ, Ћосић је био један од академика које се супротставио хајци на Исаковића и остале писце нацрта Меморандума. Ћосић и Исаковић имали опречна мишљења 1992. и 1993. у време када је Ћосић био председник Југославије. Добрица о томе каже : "Ми више нисмо у свему били политички истомишљеници као некад; и даље смо остали нераскидиво певезани старим, оданим пријатељством и узајамном братском бригом". Антоније Луле Исаковић умро је 13. јануара 2002. године.

## Мића Поповићи пријатељи
Ово поглавље романа је најдуже, јер у њему Ћосић описује и највише пријатеља и пријатељстава. Добрица Ћосић је први контакт са Мићом Поповићем имао јануара 1945. године, када му је као уреднику „Младог Борца“ стигло Поповићево писмо у коме он тражи да се распореди у борбену јединицу како би осетио жар борбе и добио мотиве за слике. Ћосић је био импресиониран том храброшћу, јер је у то доба отворен крвави Сремски фронт. Молба му је услишена и он је послат на Фронт, где је код Грачанице и рањен. Мића Поповић је први пут чуо о Ћосићу од своје девојке, скојевке, коју је Добрица „комунистички критиковао, јер воли једног декадента“. Убрзо су се и упознали. У то доба Мића Поповић (или како су га пријатељи тада звали „Фама Фамић") је написао новелу „Свети Антун“, коју је одушевљени Борислав Михајловић Михиз назвао „нашом најбољом ратном прозом“. Прочитавши је, Михизово мишљење је потврдила и Исидора Секулић.
Тада, крајем четрдесетих година 20. века је једна група пријатеља почела да се окупља у Симиној Улици 9. Између осталих ту су били: Добрица Ћосић, Михиз ("Биографију о другима“ види као „заветну књигу њиховог нараштаја"), Мића Поповић, Дејан Медаковић, Мирко Борота, Војислав Ј. Ђурић, Живорад Стојковић, Павле Ивић, Михаило Ђурић, Бата Михајловић, Стојан Суботин, Милета Андрејевић, Петар Омчикус... Они су ноћима расправљали у друштвено-политичкој ситуацији, али пре свега о уметности којом су сви били заокупљени. Сваког четвртка послеподне примала их је Исидора Секулић у својој кући на Топчидерском брду и "беседила им о духу, језику, уметности". Мића Поповић умро је 22. децембра 1996. године.
Са сигурношћу се може рећи да су дружења у Симиној 9. на Ћосићев књижевни рад оставила упечатљив и неизбрисив траг. Остатак овог поглавља се бави сваким од „симиноваца“ понаособ.

## Оскар Давичо, велики песник у времену велике обмане
1939. године млади Скојевац Добрица Ћосић је у Букову код Неготина учио Средњу пољопривредну школу. У то доба је први пут чуо Давичове револуционарне стихове, којима се толико одушевио да је желео да му се, уколико погине они напишу на споменику. Тек после рата у Београду 1945. године сазнао је да је те стихове писао Оскар Давичо. Тада је први пут прочитао и одмах напамет научио Давичову песму „Србија“, коју Ћосић сматра „најбољом патриотском песмом на српском језику“. У јесен 1948. године Ћосић и Давичо су први пут разговарали у Агитпропу ЦК КП Србије (чији је члан Добрица био), где га је Добрица позвао да га мобилише у агитациону борбу против Резолуције Информбироа. После тог првог разговора они су одмах постали другари: све што би написали или планирали да напишу прво су читали један другоме. Оскар је први прочитао Ћосићев први роман „Далеко је сунце“ и убедио га у његову књижевну вредност; Ћосић Давича назива „књижевним учитељем“. Обојица су били чланови редакције часописа „Нова мисао“, покренутог 1953. под идеолошким руководством Милована Ђиласа.
Пријатељство Оскара Давича и Добрице Ћосића потрајало је до Брионског пленума 1. јула 1966. године и Титовог јавног обрачуна са Александром Ранковићем. Давичо је био члан ЦК СК Југославије, и то на Ћосићев предлог Ранковићу, пошто је Добрица то место одбио 1964, јер је тада био већ озбиљно поколебан титоиста. Антоније Исаковић, Оскар Давичо и Добрица Ћосић билу су истомишњеници у „случају Ранковић“ и одлучили су да се супротставе Ранковићевом смењивању. Оскар на ЦК СК Југославије на Брионима, Антоније и Добрица на ЦК СК Србије, чији су чланови били. Ћосић и Исаковић су се држали договора, Давичо није: ћутао је. Од тог догађаја надаље, Ћосић и Давичо су се на улици поздрављали само са „Здраво!" - „Здраво!", затим „само једва приметним климањем главе“, а потом, ни тако.
Све што је Ћосић написао после "Бајке", коју је читао у рукопису и сматрао „генијалном књигом“, а Ћосић ју је посветио иако су се били разишли пре но је књига објављена, Давичо је сматрао „слабом литературом, са непријатељском антикомунистичком тенденцијом“. Убрзо је Ћосић скинуо посвету Давичу са следећег издања „Бајке“, чему су се Добричине супруга Божица и кћерка Ана (чији је Оскар био кум, па јој је дао и име своје јунакиње у роману „Песма") противиле.
Оскар Давичо је умро 30. септембра 1989. године. Кажу да му је једна од предсмртних жеља била да разговара са Ћосићем, коме је жао што за то није знао. А у новом издању „Бајке“ Ћосићева кћерка Ана је вратила посвету Оскару Давичу.

## Танасије Младеновић, друг до краја
Добрица Ћосић и песник Танасије Младеновић, који је у то доба био начелник пропагандног одељења Главног штаба НОВ и ПО Србије, први пут су се срели у августу 1944. на планини Радану, изнад Пусте реке, а боље се упознали и зближили 1947. одлазећи заједно у лов.
Удаљили су се када је заснован модернистички покрет и када су се српски писци поделили на „реалисте“ и „модернисте": Ћосић је био „модерниста“, а Младеновић „реалиста“. У идеолошким спорењима њих двојица су се на партијским састанцима и жестоко сукобљавали.
Њихово поновно зближавање Ћосић овако види: "Ако је тада, у идолошком друштву и времену, а обојица смо били идолошки људи, та књижевна свађа била довољна да се неколико година не дружимо и мимоилазимо, крајем шездесетих и почетком седамдесетих иста она сила која нас је удаљила, Партија и њена идеологија, нападима на „национализам“ и „антисоцијалистичке тенденције“ Књижевних новина, које је Таса уређивао, као и нападом на моја „националистичка“ застрањења на 14. пленуму ЦК СК Србије маја 1968, дакле, тај наш исти непријатељ - Тито и његова партократска олигархија, брзо и лако ће нас зближити у искрено, трајно, животно пријатељство."
Танасије Таса Младеновић умро је 12. јануара 2003.

## Миодраг Протић, тежња за савршенством
"Миодраг је једини мој пријатељ који ме никада није повредио и кога, верујем, ни ја у свом журном животу нисам стигао да повредим. У пола века нашег дружења, никад се нисмо ни споречкали, а камоли посвађали или изневерили, што се често догађало у мојим пријатељствима, због чега су се нека и несрећно окончавала."
Ћосић се у овом поглављу мање бави својим односом са Протићем, кога сматра за једног од својих најближих пријатеља, а више Протићевим ликовним и књижевним радом, из кога посебно издваја књигу "Нојева барка", којој се Ћосић искрено диви(која је у време изласка књиге „Пријатељи“ била дводомна, а сада је већ трилогија, пошто је 2009. године изашао њен трећи том).

## Милан-Мима Дединац, савесна оданост
"Не знам да ли су Милана у Миму из милоште прекстили родитељи или другови, али знам да га док је био жив нико није назвао Миланом. Телесно слабашан и нежан, а усправан и кочоперан, сређен у духу и строг, гласом је надокнађивао висину, а озбиљношћу снагу кад се наљути и протестује против нечега."
Мима Дединац је Ћосићу значајно помогао у писању његова два романа: "Деобе" и "Бајка". Толико је ценио текст „Бајке“ да је затражио да изврши редактуру и прву лектуру тог рукописа. Као надреалист био је одушевљен том књигом, али није дочекао њен неуспех, јер је у јесен 1966. године умро, после дугог боловања.

## Запис оМеши Селимовићу
"Када сам упознао Мешу, скривао сам жељу да постанем писац, а нисам знао да исту жељу, али са више права, има и он, тада функционер у Државној комисији за утврђивање ратних злочина окупатора и његових сарадника. Појавом и понашањем није личио на партизане из Босне, иако је дубоким, мутним и запевним гласом откривао своју завичајност. Висок, витак, леп у елегантној партизанској униформи, господственог држања, што је било својство које је одликовало ретко кога од нас у партизанској униформи".
На конгресу Савеза књижевника Југославије у Титограду Меша Селимовић је, испред модерниста, био кандидат за председника Савеза, што је Ћосић подржавао, али су реалисти, које је предводио Михаило Лалић, његов избор онемогућили. Тада се засновало пријатељство Меше и Добрице, а оснаживало се сваким Мешиним доласком у Београд. Једне зиме су, заједно са Милорадом Екмечићем, зимовали у Дубровнику и тада су се професионално и породично веома зближили. Из тог периода, Ћосићу је остало жаљење што му, када му је Селимовић послао рукопис романа Дервиш и смрт да га прочита пре објављивања, није изрекао одушевљење које је осетио. Он јесте похвалио рукопис, али сада сматра да то није учинио довољно за роман који сматра "ремек-делом".
Док је Ћосић био председник Српске књижевне задруге, Селимовић је био члан главног одбора. Селимовић је бранио Ћосића од напада врха СК Србије, а остао је забележена његова храбра одбрана Задруге на састанку партијског актива, коме су присуствовали партијски функционери Латинка Перовић, Милан Милутиновић и други.
Када га је 1971. задесио први мождани удар, Ћосић је сео на воз и посетио га у Сарајеву. Тада га је Селимовић замолио да му потражи стан у Београду, што је Ћосић и урадио. Пре него што му је Бранко Пешић, градоначелник Београда, доделио стан, Селимовић је, са супругом, био гост Добрице Ћосића у Београду. Када се преселио у Београд, Ћосић је га је упознао са својим пријатељима, који су били опозиционо расположени: "Живели смо као једна породица, састајући се скоро сваке вечери код нас или код неког од наших пријатеља".
Убрзо после другог можданог удара, 1976. године, Селимовић постаје везан за кревет, и од тада па до његове смрти Ћосић га, са заједничким пријатељима, свакодневно обилази и покушава да га орасположи.
У свом тестаментарном писму САНУ из 1976. Селимовић пише: "Потичем из муслиманске породице, по националности сам Србин. Припадам српској литератури, док књижевно стваралаштво у Босни и Херцеговини, коме такође припадам, сматрам само завичајним књижевним центром, а не посебном књижевношћу српскохрватског књижевног језика. Једнако поштујем своје порекло и своје опредељење, јер сам везан за све што је одредило моју личност и мој рад... Припадам, дакле, нацији и књижевности Вука, Матавуља, Стевана Сремца, Борислава Станковића, Петра Кочића, Иве Андрића, а своје најдубље сродство са њима немам потребу да доказујем.". А у свом тестаменту 1977. је, између осталог, записао: "Срећа је моја, огромна, заиста, што сам наишао на неколико одличних пријатеља који ме воле и цијене, и спремни су да много учине за мене и моју дјецу. То су Добрица Ћосић и Жика Стојковић, прије свега, и ја им се безмјерно захваљујем на дивном осјећању које пружа сигурно пријатељство..."
Меша Селимовић умро је 11. јула 1982. године.

## Петар Џаџић, критичар социјалистичког реализма
Петар Џаџић и Добрица Ћосић, будући академици САНУ, упознали су се 1953. на књижевној вечери у Клубу студената књижевности. Ту ноћ њих двојица су провели у шетњи и разговору, а Ћосић је већ сутрадан објавио својим пријатељима да је пронашао писца. Највећи део записа о пријатељству са Петром Џаџићем је заправо текст који је Ћосић изговорио на промоцији Џаџићевих сабраних дела 1989. године. Џаџић за Ћосића, осим емотивног, јер су били пријатељи, има и професионалан значај: наиме, помогао му је читајући рукописе и изричући критике његових дела: Грешника, Отпадника и Верника, о чему Добрица пише: "Ако је Михиз читајући рукописе мојих романа у пријатељској љубави био склон да ми превиди и опрости мане, Петар Џаџић ми у пријатељској оданости није опраштао мане; свесно и педантно их је записивао док је читао рукописе Грешника, Отпадника и Верника и потом ми је оштро и прецизно, без домишљања и ублажавања негативног доживљаја, саопштавао своје оцене."
Петар Џаџић је умро 1996. године.

## Зоран Гавриловић, мој кумашин
Књижевни критичар Зоран Гавриловић и Добрица Ћосић упознали су се у Клубу књижевника педесетих година двадесетог века. Гавриловић је у књижевности био реалиста, а Ћосић модерниста, што је Добрицу чудило, пошто је знао за Гавриловићево „буржоаско“ порекло и грађански углед његове породице - његов деда Богдан био је председник САНУ, а ујак Тадија Сондермајер славни српски пилот и краљев ађутант. Сам Зоран Гавриловић је током рата имао везе са четничким Главним штабом, па је Ћосићу причао о свом сусрету и вечером са Дражом Михаиловићем на Равној Гори у лето 1944. Пред крај рата, Гавриловић је на Сремском фронту био командант артиљериског дивизиона у НОВЈ.
Када је изашла Ћосићева књига "Бајка", Гавриловић је био један од ретких критичара који је о њој имао високо мишљење, објавивши у Политици критички приказ те књиге, изричући јој високе похвале. Отприлике у то доба њих двојица постају блиски пријатељи. Касније, када је Ћосић писао Време смрти, Гавриловић му је значајно помогао својим критикама рукописа тог романа. Све што Гавриловић и Добричина супруга Божица не би оцени као вредно, Ћосић би писао поново.
Зоран Гавриловић умро је 1990. године.

## Лазар Трифуновић
Професор модерне уметности и писац Лазар Трифуновић и Добрица Ћосић су били пријатељи читав низ година, а блиско су сарађивали на борби против Титовог режима, крајем шездесетих и седамдесетих година двадесетог века, а 1980. заједно су учествовали у покретању опозиционог часописа Јавност.
Лазар Трифуновић умро је 1983, у педесет четвртој години. Награда Лазар Трифуновић названа је по њему.

## Небојша Митрић-тиха оданост
Уместо накнадног записа о овом свом пријатељу, Ћосић је у књигу уврстио беседу коју је 1991. године одржао у Студеници о вајару Небојши Митрићу. Митрић је био један од најистакнутијих српских послератних вајара, а између осталог он је извајао крстове који се налазе на куполи Храма Светог Саве у Београду и куполи манастира Студеница, па Ћосић у складу са тим завршава своју беседу: "У Студеници смо, на чијој је куполи Небојшин крст. Крст је његова реч, његов облик, његова судбина. Крст је његов тестамент. Крстом ће нас све надтрајати, винувши се у небо са својом истином и тајном".
Небојша Митрић извршио је самоубиство 1989. године.

## Љубомир Тадић, веран друг
Тадић и Ћосић су почели да се друже почетком шездесетих година двадесетог века. Тадић је био један од осам професора који су избачени са београдског универзитета због свог опозиционог деловања комунистичком режиму, и управо то је га је, заједно са осталим професорима, зближило са Добрицом, који је и сам био један од водећих српских дисидената, о чему Ћосић пише: "Није било опозиционог чина који ми нисмо иницирали или у коме нисмо били учесници, све до краха Титове Југославије". Ћосић чак Тадића у види испред себе као лидера тадашњих дисидената и додаје: "Да сам послушао Вилија Бранта и основао Социјалдемократску партију, не бих ја био њен председник; председник Социјалдемократске партије био би Љуба Тадић, а ја само његов сарадник. Али, на несрећу српске опозиције, нас двојица нисмо основали Социјалдемократску странку, нити је Љуба хтео да се бори да буде вођа Демократске странке". Академик Љубомир Тадић се често помиње и у Ћосићевима дневничким "Пишчевим записима".
Љубомир Тадић умро је у ноћи 30/31. децембра 2013. године.

## Михаило Марковић, филозоф у политици
Академици Ћосић и Марковић су имали по много чему сличан животни пут: рођени су у размаку нешто више од годину дана, обојица су били предратни комунисти, касније и партизани, обојица су после рата могли да воде лагодан живот, јер су били прихаћени у самом врху комунистичког режима као интелектуалци, али обојица су се тога одрекли да би се борили против режима који је изневерио сва њихова очекивања. То их и је и повезало шездесетих година 20. века, од када датира њихово пријатељство. Битна неслагања у политичким ставовима њих двојице су се испољила деведесетих година, када је Михаило Марковић био оснивач СПС-а, а Ћосић његов противник, али њихово пријатељство је опстало. Ћосић у свом опису овог пријатељства покушава да одвоји лик Марковића политичара и идеолога од Марковића филозофа, за кога Ћосић тврди да је најдаровитији у својој генерацији: "Михаило Марковић није у политици постигао оно што је постигао у филозофији и науци. Нисам ни ја постигао у политици оно што сам, вероватно постигао у књижевности. Али, који је филозоф, од Платона до Михаила Марковића, био успешан у политици? На срећу филозофије, филозофи су били неуспешни политичари. То су били и песници. Ову мисао не треба настављати".
Михаило Марковић умро је 7. фебруара 2010. године у Београду.

## Јован Рашковић-човек који је себе следио и само на себе личио
Академика Рашковића Добрица је први пут видео 1965. у Херцег Новом, на симпозијуму „Наука и друштво“, а пријатељи су постали „одједном, у првом разговору једног поподнева у соби хотела Москва 1977. године“. Од тада су били блиски пријатељи: "Пријатељевали смо породично и колективно. Десетак година смо Божица и ја по двадесетак дана летовали у његовој кући у Примоштену са Тасом и Олгом Младеновић, Матијом и Вером Бећковић. Сви моји пријатељи били су и Јовини пријатељи и сви његови пријатељи су били Тасини, Матијини и Момини (Капор) пријатељи: толику је душевну снагу и моћну памет и привлачност имао Јован Рашковић. Свако ко је разговарао с тим човеком зажелео је и да буде пријатељ са њим. Неком магијском снагом је привлачио људе и задобијао њихово поверење." Ту кућу су касније усташе минирале.
У трећој књизи Пишчевих записа објављен је део извештаја Службе државне безбедности Хрватске о телефонским и кућним разговорима између Рашковића и Ћосића које је хрватска полиција слала Служби државне безбедности Југославије и Србије: "Ти извештаји верно приказују Рашковићева и моја политичка схватања о „југословенској кризи“, блискост па и истоветност погледа на судбину српског народа и Југославије". Сарађивали су и на оснивању Српске демократске странке. Ћосић је помагао Рашковићу у писању програма странке и разради политичке стратегије и тактике.
Овим речима Ћосић августа 2001. завршава свој запис о Јовану Рашковићу: "Јован Рашковић није умро од болести, иако је имао тешке операције и био крхког здравља. Он је пресвиснуо од патње због српског страдања и грађанског рата у Хрватској. Он је умро од инфаркта у својој кући, у Скадарлији: у ствари, он је изрешетан рафалима у Шибенику, Книну Крајини.... Јован Рашковић, лекар, српски вођа и трибун, погинуо је у хрватско-српском рату 1. августа 1992. године.
Приводим живот крају и живот мене приводи крају. Помрли су ми скоро сви влиски и значајни пријатељи. Божица и ја најчешће зажалимо за пријатељством Јована Рашковића. Та празнина боли. Не желим да ме мине тај бол."

## Момо Капорписац и сликар
Капор и Ћосић су се упознали шездесетих година у Клубу књижевника и кроз године познанства изградили пријатељство, истовремено сарађујући и на битним опозиционим акцијама у време комунистичке диктатуре. Ћосић се у овом запису претежно бави Капором као личношћу, али и као писцем.
"Нема данас српског писца који је код публике толико омиљен колико је омиљен Момо Капор. У мом нараштају једино су Бранка Ћопића и Десанку Максимовић људи толико волели. Од келнера до генерала, од таксиста до научника, од домаћица до балерина, од ђака до професора, сви читају Мому Капора. Док је постојала Југославија уз Србе и Босанце, подједнако су га читали и Хрвати и Македонци. Тиражи његових књига износили су и неколико стотина хиљада примерака... Даром да све што види и чије претвори у причу, да обично учини поетичним духом и маштом, пркосом и храброшћу, Момо Капор је видао живе ране својих савременика на крају 20. века, за све најкраћег, за Србе најдужег века."
Момо Капор умро је 3. марта 2010. године у Београду.

## Ненад Неша Михајловић, виноградар-интелектуалац
Неша Михајловић је виноградар из села Мијајловца, у близини Трстеника. Он је виноградар који има библиотеку од пет хиљада књига. Осим што су земљаци, Нешу и Добрицу повезује и жеља за знањем и љубав према књижевности: "Неша Михајловић не импресионира наступом: он је бољи резач, прскач и подрумар но приповедач. Он воли да слуша, а не да прича и приказује знање. И кад он нечему прича, оскудно прича, али доказује да више разуме него што уме да каже. Неша је у чину, делу, односу, а не у речима. Он је хабитусом земљоделац: човек њиве и винограда, лозе и кукуруза, воћке и стоке. Он није конзервативан ни у чему, али није ни помодар, чему су склони моји Дреновци и Медвеђани. Аутомобилом се служи да заврши посао, да довезе хемикалије за прскање винограда, да одвезе вино, да стигне на Професорово предавање, на симпозијум у Трстеник и Крушевац, на књижевно вече у Врњачкој Бањи и било ком западноморавском граду".
Свој запис о Ненад Михајловићу Ћосић завршава речима: "То ми је пријатељ којим се поносим и који ми одржава пламичак вере да треба писати књиге све док постоји литалац какав је Ненад - Неша Михајловић".

## Пјер Мари Галоа, пријатељ српског народа
Пјер Мари Галоа (Pierre Marie Gallois) је француски генерал и угледни интелектуалац, који је деведесетих година био један од ретких истакнутих личности која је била благонаклона према Србима и српском питању. У време када су готово сви европски интелектуалци стали на страну српских непријатеља, Галоа је био и остао пријатељ српског народа, бранећи га пред својим сународницима. Он је и Ћосићев лични пријатељ, па га је Добрица са ћерком Аном 1998. посетио у Паризу.
Пјер Мари Галоа умро је 26. августа 2010. године у Паризу.